# Foiled
Foiled — четвёртый студийный альбом Blue October, вышедший в 2006 году. 22 февраля 2007 года получил «платиновый» статус, в Канаде он также имеет «платиновый» статус.

## Об альбоме
«Foiled» был записан летом 2005 года. Большинство композиций с альбома — это старые песни Blue October и 5591, сольного проекта лидера группы Джастина Фёрстенфелда. Исключение составляют треки Into the Ocean и Hate Me, которые были написаны в начале 2005 года, когда Джастин жил в Лос-Анджелесе и записывал демо для альбома.
В начале пластинку планировали назвать «Beyond the Sadness», и дата релиза была назначена на 11 октября 2005 года. Осенью 2005 года рабочее название изменили на «Living Just to Watch It All Go By» (строчка из песни It's Just Me). Окончательное название «Foiled» придумал отец братьев Фёрстенфелдов — Дэн Фёрстенфелд. Из-за неувязок с названием релиз несколько раз переносился, прежде чем 4 апреля 2006 года альбом все-таки увидел свет.
В 2007 году были выпущены два промодиска «Foiled Again» и Foiled for the Last Time. «Foiled» был включен в 200 лучших альбомов 2007 года по версии Billboard и занял 150 место.
Первым синглом с альбома стала песня Hate Me. Премьера клипа состоялась на VH1, и песня добралась до второго места в чарте «Modern Rock» журнала Billboard.
Второй сингл, Into the Ocean, также добился успеха на радио, а видео на песню стало первой в хит-параде VH1.
Песня Congratulations была записана при участии Имоджен Хип. В треке Into The Ocean вокальную партию исполняла Сайра Альварес. Кроме того, в записи Overweight принял участие церковный хор из Остина. Начальные аккорды этой песни заимствованы у The Beatles и их песни The Continuing Story Of Bungalow Bill. Также гостевой вокал присутствует в песне Drilled a Wire Through My Cheek, где принял участие Кирк Баксли. Это самая тяжелая песня на альбоме из-за своего текста, носящего мазохистский характер.
Версия альбома, которая была выпущена в Европе содержит бонус-треки Independently Happy и Chameleon Boy из альбомов Consent to Treatment и History for Sale, соответственно. Однако в этой версии отсутствовал скрытый трек It’s Just Me.
Переиздание альбома, названное Foiled for the Last Time, вышло в свет 25 сентября 2007 года. Помимо песен с альбома Foiled, первый диск включает в себя ремастеренную версию песни Calling You, а также два ремикса на X Amount of Words.

## Список композиций
Все песни написаны Джастином Фёрстенфелдом, песня You Make Me Smile написана при участии Мэтта Новески, She's My Ride Home — при участии Райана Делахуси, Пайпер Дагнино, Мэтта Новески, Си Би Хадсона и Джереми Фёрстенфелда, Drilled a Wire Through My Cheek — при участии Патрика Сагга и 18th Floor Balcony — при участии Си Би Хадсона.
| №   | Название                                    | Длительность |
| --- | ------------------------------------------- | ------------ |
| 1.  | «You Make Me Smile»                         | 4:21         |
| 2.  | «She's My Ride Home»                        | 4:41         |
| 3.  | «Into the Ocean»                            | 3:59         |
| 4.  | «What If We Could»                          | 4:03         |
| 5.  | «Hate Me»                                   | 6:20         |
| 6.  | «Let It Go»                                 | 4:03         |
| 7.  | «Congratulations (при участии Имоджен Хип)» | 4:01         |
| 8.  | «Overweight»                                | 4:24         |
| 9.  | «X Amount of Words»                         | 4:14         |
| 10. | «Drilled a Wire Through My Cheek»           | 4:32         |
| 11. | «Sound of Pulling Heaven Down»              | 4:42         |
| 12. | «Everlasting Friend»                        | 4:05         |
| 13. | «18th Floor Balcony»                        | 13:44        |

| №   | Название       | Длительность |
| --- | -------------- | ------------ |
| 13. | «It's Just Me» | 4:41         |

## Продажи
| Страна | Статус     | Количество проданных копий |
| ------ | ---------- | -------------------------- |
| Канада | Платиновый | 100,000                    |
| США    | Платиновый | 1,000,000                  |

## Песни, не вошедшие в окончательный трек-лист
Во время студийных сессий были записаны демоверсии следующих песен, которые не были включены в окончательный список:
1. Who Am I
2. My Never
3. The Fern
4. Everything Comes To An End
5. Kangaroo Cry
6. Weight of the World
7. Been Down

Песни 2, 5, 6, 7 появились на альбоме Approaching Normal в 2009 году.

## Участники записи
Blue October:
- Джастин Фёрстенфелд — стихи, вокал, гитара, продюсер
- Райан Делахуси — скрипка, мандолина
- Джереми Фёрстенфелд  — барабаны
- Си Би Хадсон — гитара
- Мэтт Новески — бас-гитара

Сессионные музыканты:
- Сайра Альварес — вокал в песне Into the Ocean
- Имоджен Хип — вокал в песне Congratulations
- Кирк Баксли — вокал в песне Drilled a Wire Through My Cheek
- Сара Доналдсон — виолончель

Продакшн:
- Дэвид Кастелл — продюсер, сведение
- Патрик Леонард — продюсер, сведение
- Хосе Алкантар — продюсер, сведение
- Чик Рид — продюсер, сведение
- Фил Кэффел — сведение
- Майкл Перфитт — сведение
- Джо Спикс — дизайн, арт-директор